# 拉尔夫·史密斯
拉尔夫·泰勒·史密斯（Ralph Tyler Smith，1915年10月6日－1972年8月13日）是来自伊利诺伊州的美国律师和政治家，曾于1969年至1970年担任美国参议员。作为共和党成员，史密斯曾于1955年至1969年在伊利诺伊州众议院任职，其中包括1967年至1969年担任众议院议长。此后，他被州长理查德·奥格尔维任命为联邦参议员，但在1970年的特别选举中败给了阿德莱·史蒂文森三世。

## 早年生活与教育
拉尔夫·泰勒·史密斯于1915年10月6日出生于伊利诺伊州花岗岩城。史密斯于1937年毕业于伊利诺伊学院，1940年毕业于华盛顿大学法学院。同年开始从事法律工作。他曾在伊利诺伊州斯普林菲尔德的C. & IM铁路公司担任律师。

## 军队生涯
第二次世界大战爆发后不久，史密斯加入美国海军预备役，并被授予少尉军衔。他在圣母大学海军中校担任教员。随后，他被调到PC-1182号驱逐舰上，这是一艘PC-461级猎潜艇，负责护送船队。1945年，他前往关岛，担任PGM-28号炮艇的指挥官，这是一艘PGM-9级炮艇。在冲绳执行了一段时间的扫雷任务后，史密斯以中尉的身份退役。

## 政治生涯

### 伊利诺伊州议会
海军服役结束后，他搬到伊利诺伊州奥尔顿，重新开始从事法律工作。1954年，他当选为伊利诺伊州议会议员，该议会是伊利诺伊州政府的立法机构。1954年至1968年间，他连任七届，并于1963年成为多数党党鞭，1967年成为议长。

### 美国参议院
埃弗里特·德克森去世后，州长理查德·B·奥格尔维任命史密斯填补美国参议院的空缺。他的任期从1969年9月17日至1970年11月16日。他在1970年的特别选举中竞选连任，但败于前伊利诺伊州州长阿德莱·史蒂文森二世的儿子阿德莱·E·史蒂文森三世。当史密斯与史蒂文森竞选时，犹他大学共和党人派出了19岁的学生卡尔·罗夫为史密斯的竞选工作。

## 死亡
1970年败选后，他重返律师行业。1972年8月13日，他在奥尔顿去世。

## 引证
1. 1 2  . Science. 1956-04-27, 123 (3200)  [2025-05-18]. ISSN 0036-8075. doi:10.1126/science.123.3200.748-a.
2. 1 2 3  Smith, David A.; Lee, George A.; Book, Brian L. . Proceedings of the Water Environment Federation. 2001-01-01, 2001 (15)  [2025-05-18]. ISSN 1938-6478. doi:10.2175/193864701790902770.
3. ↑  . juntuanwang.com.   [2025-05-18].